# Đứng tấn

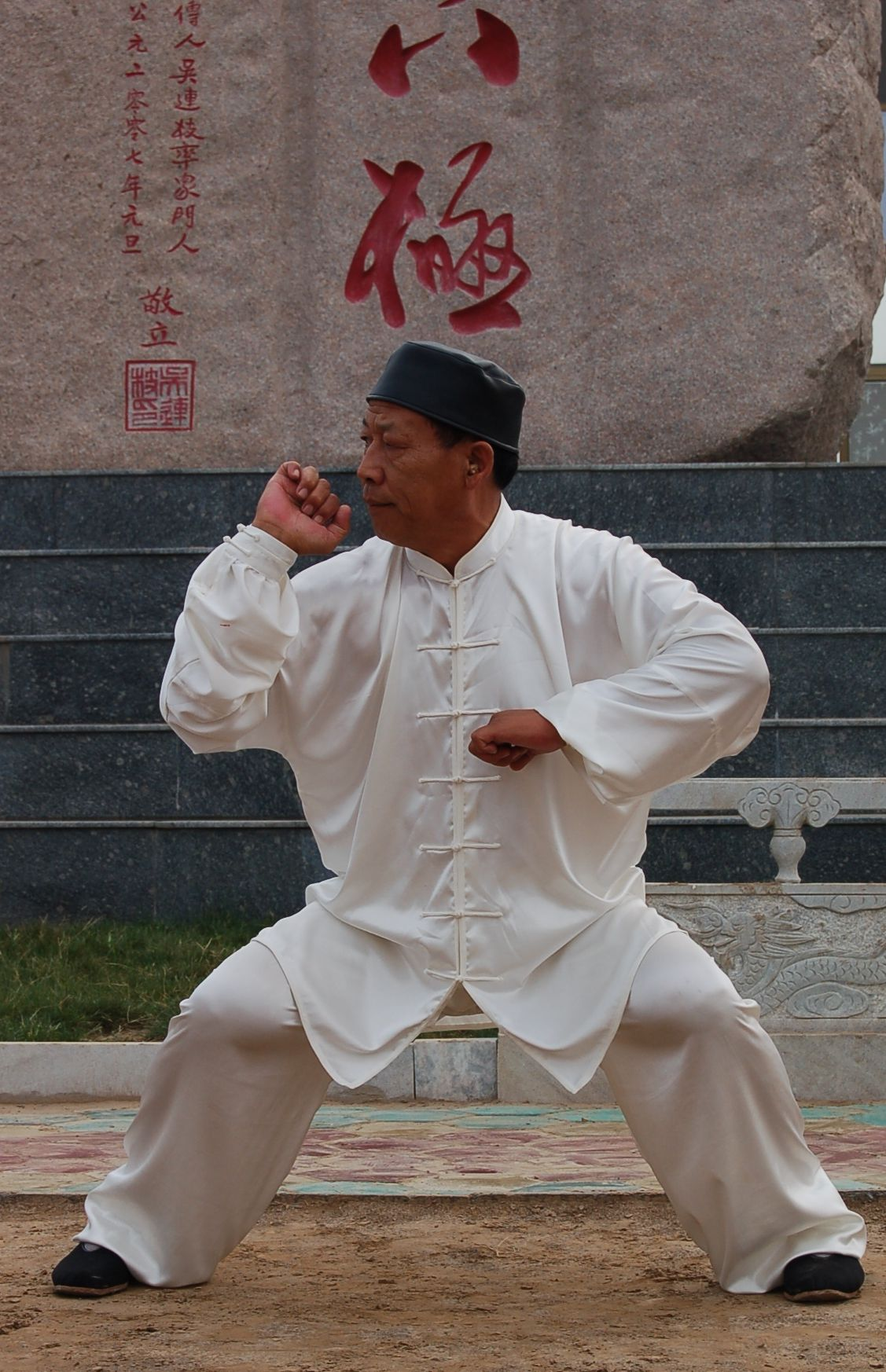
Sư phụ Ngô Liên Chí đang biểu diễn bộ pháp đứng tấn và đòn chỏ phát kình đặc trưng của môn phái Bát Cực Quyền

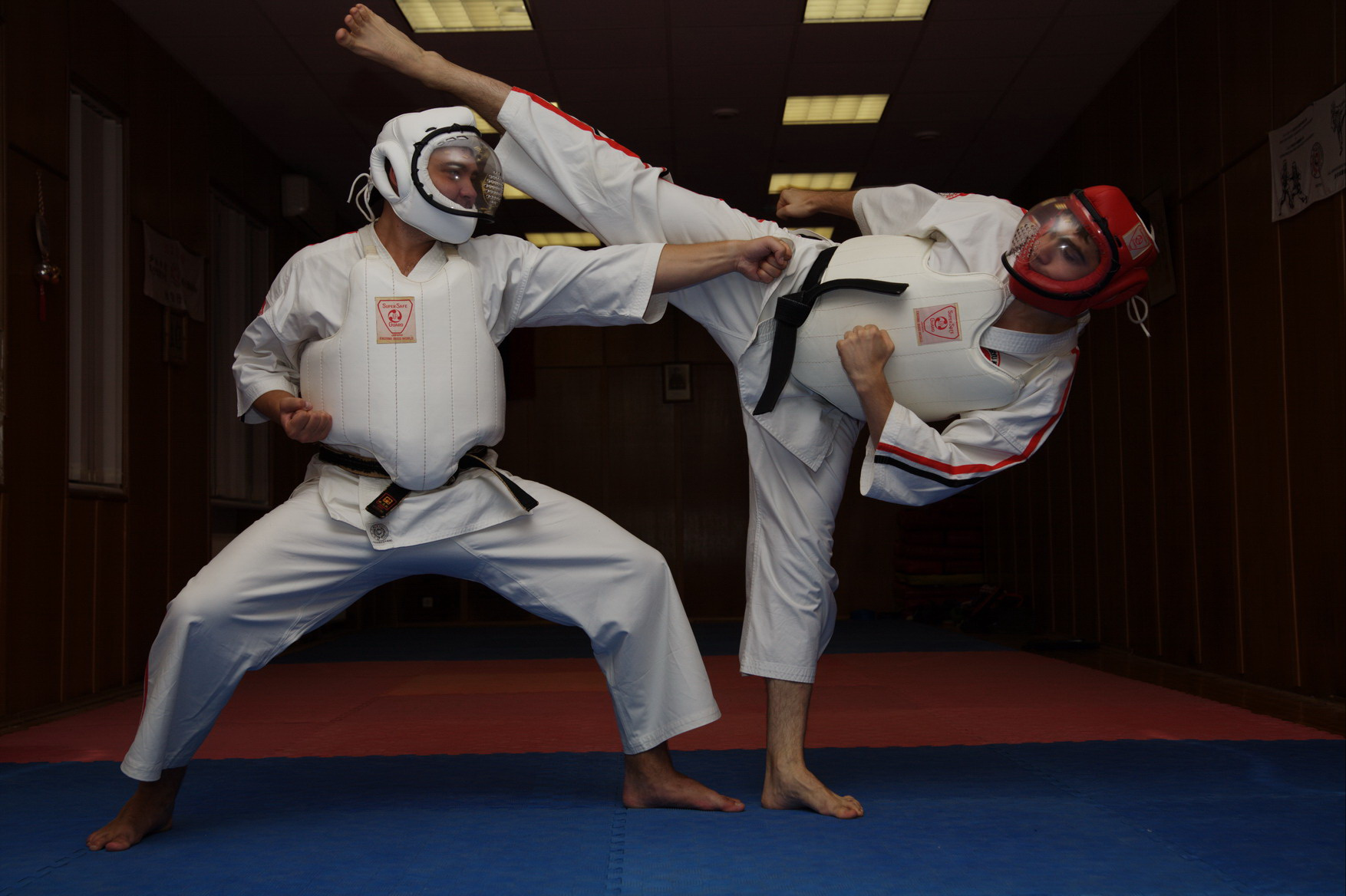
Tư thế tấn và ra đòn trong Karate

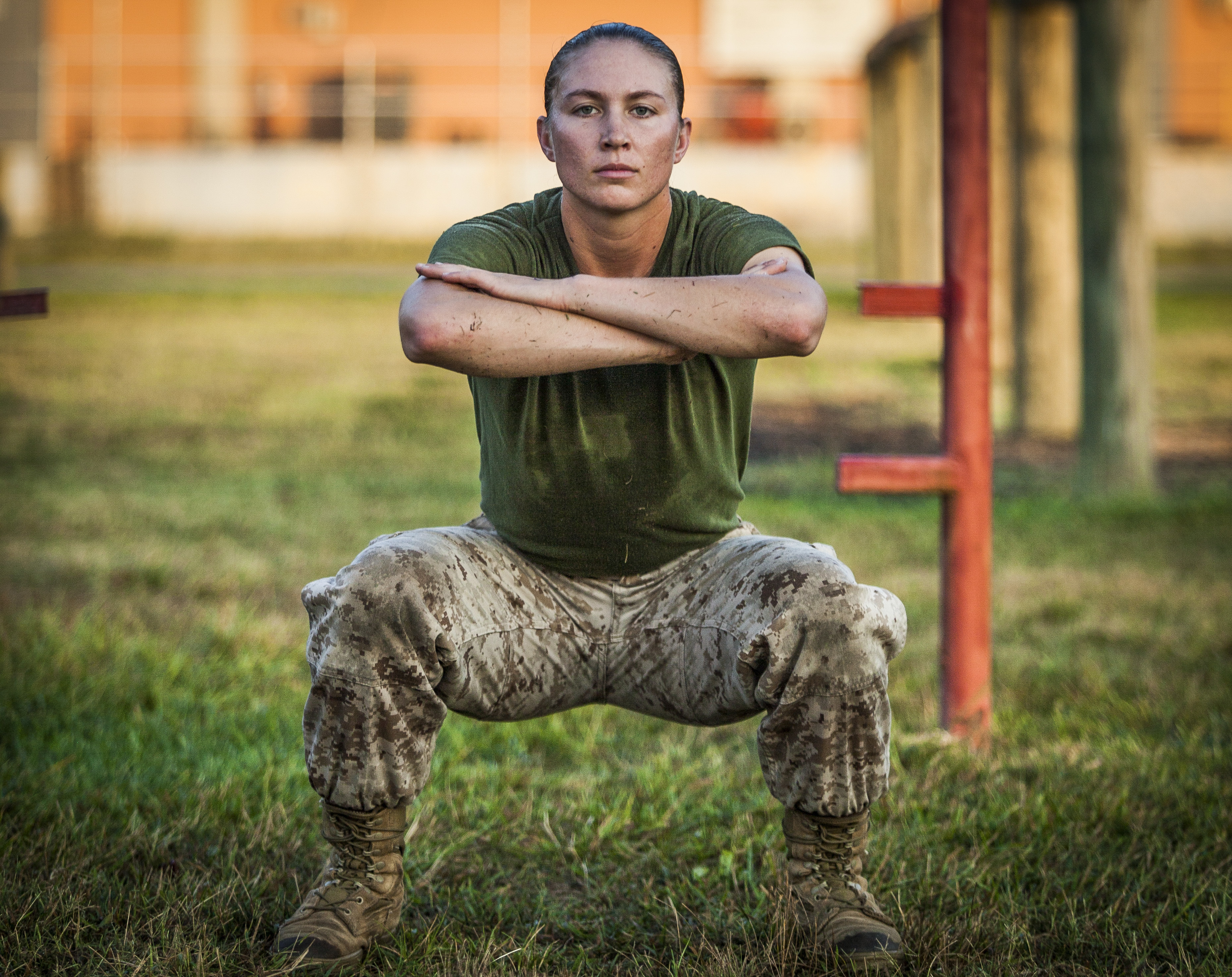
Một nữ quân nhân đang tập đứng tấn với bài tập Squat (ngồi xổm gánh tạ)

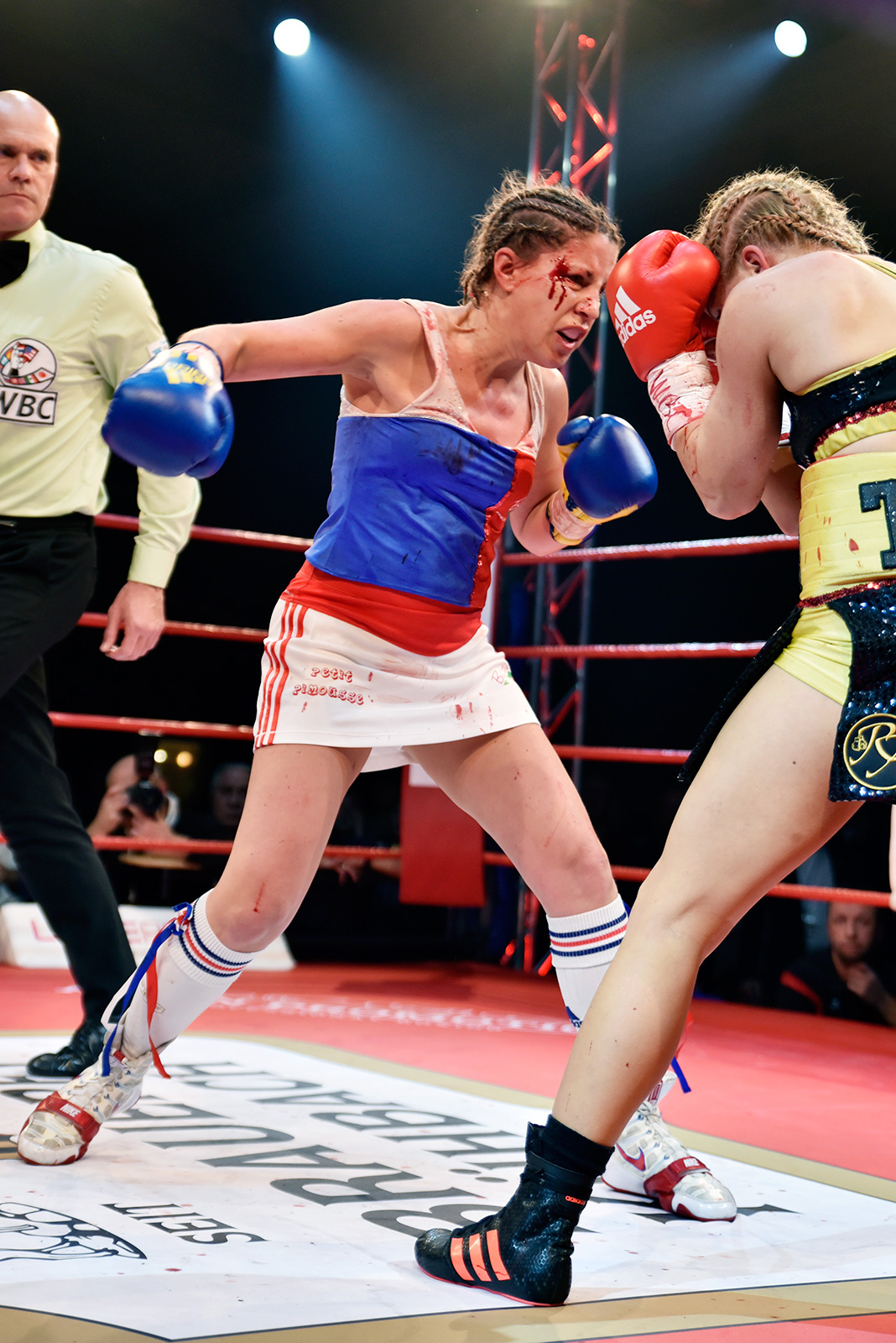
Một tư thế đứng tấn linh hoạt trong chiến đấu với pha dạng chân dồn trọng tâm để tung ra cú đấm móc bằng tay sau (một cú tạt ngang) nhằm phá thế thủ khi đối phương đang bo găng che chắn phần mặt và dạng chân thế đứng trụ

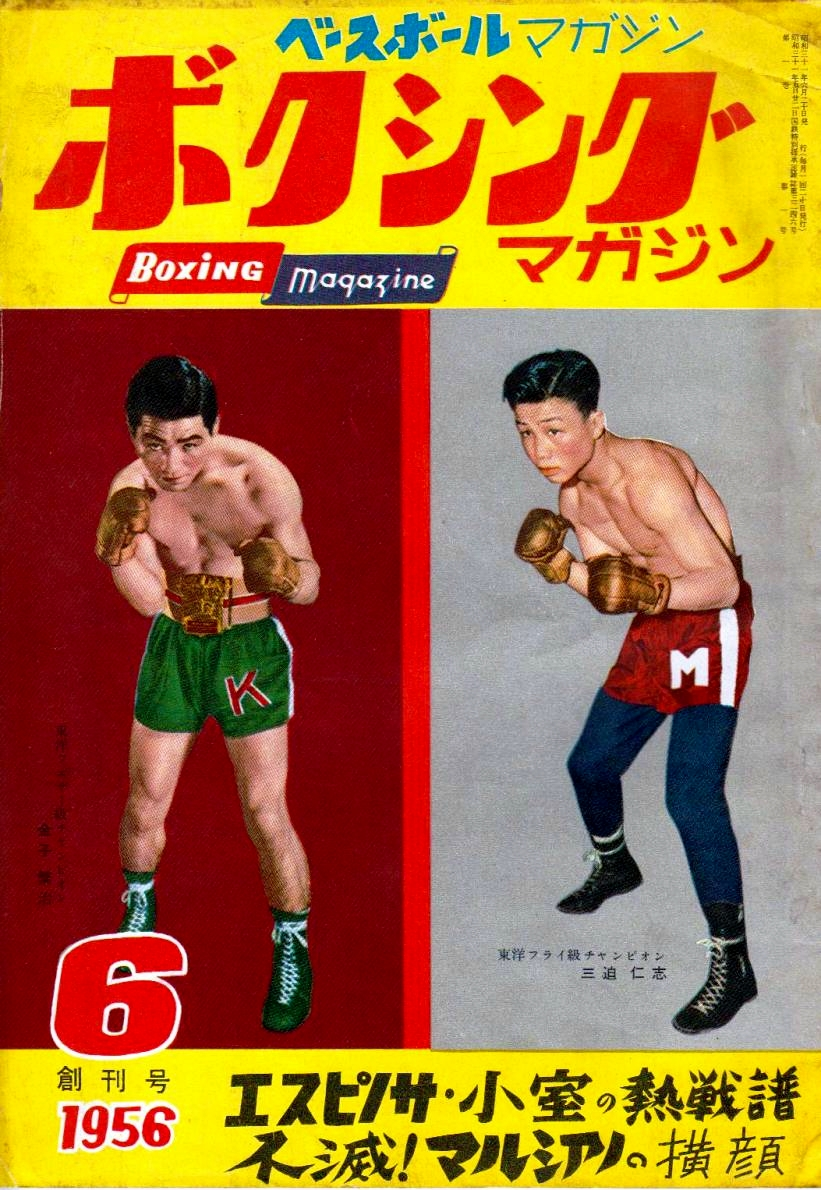
Đứng tấn trong môn đấm bốc

Đứng tấn (Stance) hay Tấn pháp là bộ pháp trong võ thuật với kỹ thuật phân bổ lực, hướng mũi chân và trọng tâm cơ thể (đặc biệt là đôi chân và thân dưới) được áp dụng khi tấn công, phòng thủ (thủ thế), tiến thoái, di chuyển. Tấn là nền tảng của các môn võ thuật, nhất là võ thuật truyền thống. Tấn (đứng trụ) là điểm tựa vững chãi cho sự thăng bằng trong tấn công và phòng thủ, là căn cơ của bộ pháp vững chãi, linh hoạt, biến hóa. Trong nhiều môn võ thuật châu Á, tấn pháp được sử dụng rộng rãi nhất là Trung bình tấn (Mã bộ). Tư thế căn bản này thường được sử dụng vì đây là tư thế quân bình và uyển chuyển, từ đó làm điểm tựa căn bản để tung ra cả đòn tấn công và phòng thủ một cách linh hoạt. Tư thế này rất công hiệu trong việc tạo khả năng truyền lực để phát kình khi tấn công và giúp ổn định khi phòng thủ với thế thủ chắc. Các tư thế đứng tấn rất khác nhau về ứng dụng và hình thức. Nhìn chung, các thế đứng tấn có thể được mô tả theo một số cách nhất định theo từng môn phái võ thuật.
Các bộ tấn pháp không trụ (Unweighted stances) là thế đứng tấn mà một nửa trọng lượng cơ thể dồn vào mỗi chân. Các thế tấn có trọng lượng về phía trước hoặc có trọng lượng về phía sau đặt phần lớn trọng lượng cơ thể vào chân sau hoặc chân trước cho phép tạo sự linh hoạt, nhịp nhàng và biến hoá trong tấn công và phòng thủ. Các thế thủ có trọng lượng dồn về phía trước thường sẽ có  thế áp đảo hơn, cho phép tung ra cú đấm và cú đá mạnh hơn vì trọng lượng của người tấn đã dồn về phía trước. Ngược lại, các thế đứng có trọng tâm hướng về phía sau sẽ mang tính phòng thủ hơn gọi là thủ thế, cho phép người đứng tấn có thể ngã người về phía sau dễ dàng hơn. Hầu hết các môn phái đều có một thế đứng tấn mà môn phái thường xuyên sử dụng (thường là từ tư thế thủ căn bản) và nhiều biến thể của thế đứng này kết hợp nhiều kết hợp khác nhau.
Thông thường, võ thuật không dạy các thế chiến đấu cho đến khi các võ sinh đệ tử phát triển các kỹ năng cơ bản khác. Trong võ thuật, việc mô tả các thế tấn và sự chuyển đổi giữa chúng bằng hình tam giác, hình vuông và hình tròn là rất phổ biến (vẽ hướng di chuyển của đôi chân). Điều này thường được thực hiện cùng với các nỗ lực để đạt được lợi thế về vị trí hoặc giành quyền kiểm soát sự cân bằng của đối thủ với khí thế áp đảo, vững chãi. Ngoài ra, trong nhiều phong cách, các thế đứng tấn cụ thể được áp dụng để tấn công hoặc phòng thủ. Ngoài ra, nhiều thế đứng được các môn sinh sử dụng hoàn toàn cho mục đích luyện tập hoặc như sự tiến triển đến các thế đứng nâng cao và thực tế hơn được học sau này. Thế đứng tấn là tư thế vị trí mà tất cả các động tác tấn công và phòng thủ bắt đầu từ đó. Tấn pháp kết hợp sự cân bằng, vững chãi, chắc đòn và sự uyển chuyển linh hoạt. Một thế đứng tấn cơ bản tốt là điều cần thiết trong đánh đối kháng.